# Ochrogramma bentona
Ochrogramma bentona är en mångfotingart som först beskrevs av Chamberlin 1952.  Ochrogramma bentona ingår i släktet Ochrogramma och familjen Caseyidae. Inga underarter finns listade i Catalogue of Life.